# Regnbågsinka
Regnbågsinka (Coeligena iris) är en fågel i familjen kolibrier.

## Utseende och läte
Regnbågsinka är en stor och spektakulärt färgad kolibri med rätt lång näbb. Fjäderdräkten varierar geografiskt, men alla fåglar är varmt kastanjebruna på nedre delen av ryggen, stjärten, buken och vingarna, medan bröstet är grönt. Färgen på hjässan varierar från rostbrunt i norr till glittrande grön och blå i söder. Strupfläcken kan vara lila eller blå och variera i storlek. Honan är mattare färgad än hanen och saknar dennes strupfläck och glans.

## Utbredning och systematik
Regnbågsinka förekommer i Anderna i södra Ecuador och norra Peru. Den delas in i sex underarter med följande utbredning:
- Coeligena iris iris – förekommer i södra Ecuador (Loja) till norra Peru (Piura)
- Coeligena iris hesperus – förekommer i södra central Ecuador (Cuenca)
- Coeligena iris aurora – förekommer i norra Peru (Cutervo, Cerros de Amachonga)
- Coeligena iris fulgidiceps – förekommer i norra Peru (öster om Marañónfloden i Amazonområdet)
- Coeligena iris flagrans – förekommer i nordvästra Peru (Cajamarca)
- Coeligena iris eva – förekommer i norra Peru (väster om Marañónfloden i Cajamarca och La Libertad)

## Levnadssätt
Regnbågsinkan hittas i bergsbelägen skog och buskmark. Tillfälligtvis kan den besöka kolibrimatningar.

## Status och hot
Arten har ett stort utbredningsområde, men tros minska i antal, dock inte tillräckligt kraftigt för att den ska betraktas som hotad. Internationella naturvårdsunionen IUCN listar arten som livskraftig (LC).